# Charpentieria diodon
Charpentieria diodon é uma espécie de gastrópode da família Clausiliidae.
Pode ser encontrada nos seguintes países: Itália e Suíça.